# Haudiomont
Haudiomont település Franciaországban, Meuse megyében. Lakosainak száma 232 fő (2022. január 1.). Haudiomont Watronville, Bonzée, Châtillon-sous-les-Côtes, Manheulles, Ronvaux, Rupt-en-Woëvre és Sommedieue községekkel határos.

## Népesség
A település népességének változása:
| Lakosok száma | 275  | 200  | 187  | 223  | 228  | 223  | 217  | 227  | 232  | 232  |
|               | 1968 | 1982 | 1990 | 2006 | 2013 | 2015 | 2017 | 2019 | 2020 | 2022 |